# Георг Фридрих (маркграф Баден-Дурлаха)
Георг Фридрих Баден-Дурлахский (30 января 1573 — 24 сентября 1638) — маркграф Баден-Дурлаха с 1604 года до своего отречения в 1622 году. Также правил Баден-Баденом.

## Биография
Георг Фридрих был третьим сыном маркграфа Карла II Баден-Дурлахского и его второй жены Анны Фельденцской. Он был самым младшим из восьми детей и ему было всего четыре года, когда умер отец.
Он наследовал своему брату Эрнсту Фридриху как граф Баден-Дурлаха в 1604 году. Он также продолжил начатую братом оккупацию Баден-Бадена. Георг Фридрих был видным членом Евангелической унии.
Он собрал армию из 12 тысяч человек в начале Тридцатилетней войны в 1618 году. Когда силы Католической лиги под командованием генерала Тилли приблизились к Бадену в 1622 году, он выступил против них, но опоздал на битву при Мингольсхайме. Преследуя отступающих католиков, он потерпел поражение в битве при Вимпфене, а его армия была уничтожена через несколько дней.
В 1627 году он вступил в датскую армию. Он умер в Страсбурге в 1638 году.

## Браки и дети

### Первый брак
2 июля 1592 года Георг Фридрих женился на Юлиане Урсуле Сальмской (29 сентября 1572 — 30 апреля 1614), дочери графа Фридриха Сальмского. В браке родилось 15 детей (пять сыновей и десять дочерей):
1. Урсула Екатерина (19 июня 1593 — 15 февраля 1615), с 24 августа 1613 года замужем за графом Отто Гессен-Кассельским
2. Фридрих (6 июля 1594 — 8 сентября 1659), маркграф Баден-Дурлаха в 1622—1659 годах
3. Анна Амалия (9 июля 1595 — 18 ноября 1651), с 25 ноября 1615 года замужем за графом Вильгельмом Людвигом Нассау-Саарбрюккенским (18 декабря 1590 — 22 августа 1640)
4. Филипп (30 декабря 1596 — 14 марта 1597)
5. Карл (22 May 1598 — 27 июля 1625)
6. Юлиана Урсула (1 января 1600 — 31 августа 1600)
7. Рудольф (21 января 1602 — 31 мая 1603)
8. Кристофер (16 марта 1603 — 30 апреля 1632), погиб при осаде Ингольштадта
9. Анна Августа (30 марта 1604 — 2 апреля 1616)
10. Сибилла Магдалена (21 июля 1605 — 22 июля 1644), с 6 июня 1629 года замужем за графом Иоганном Нассау-Идштейнским
11. Франциска (9 августа 1606 — 27 августа 1606)
12. Урсула Мария (3 ноября 1607 — 22 декабря 1607)
13. Франциска Сибилла (4 февраля 1609 — 2 марта 1609)
14. София Доротея (14 марта 1610 — 24 октября 1633)
15. Эрнестина София (26 декабря 1612 — 4 июля 1658)

### Второй брак
Овдовев, Фридрих Георг 23 октября 1614 года женился на Агате Эрбахской (16 мая 1581 — 30 апреля 1621), дочери графа Георга III Эрбах-Бройбергского. У супругов было три дочери:
1. Агата (2 сентября 1615 — 29 июня 1616)
2. Анна (29 мая 1617 — 15 октября 1672)
3. Елизавета (5 февраля 1620 — 13 октября 1692)

### Третий брак
Овдовев во второй раз, Георг Фридрих 29 июля 1621 года сочетался морганатическим браком с Елизаветой Штольц, дочерью своего секретаря Иоганна Томаса Штольца. Брак был бездетным.